# ديك بليسدل
ديك بليسدل (بالإنجليزية: Dick Blaisdell)‏ هو لاعب كرة قاعدة أمريكي، ولد في 18 يونيو 1862 في Bradford, Massachusetts ‏ في الولايات المتحدة، وتوفي في 20 أغسطس 1886 في مالدن في الولايات المتحدة.